# The Silent Service (serie televisiva)
The Silent Service è una serie televisiva statunitense in 78 episodi trasmessi per la prima volta nel corso di 2 stagioni dal 1957 al 1958.

## Trama
È una serie televisiva di tipo antologico in cui ogni episodio rappresenta una storia a sé. Gli episodi sono storie basate su eventi reali nei sottomarini della Marina degli Stati Uniti e vengono presentati dal retroammiraglio Thomas M. Dykers che dava il via ad ogni episodio con questa frase: "Tonight, we bring you another thrilling episode of Silent Service stories, of warfare under the sea".

## Cast
Tra gli attori che si sono prestati ad interpretare ruoli in The Silent Service vi sono Jerry Paris, Russell Johnson, DeForest Kelley, Leonard Nimoy e Peter Hansen.

## Produzione
La serie fu prodotta da California National Productions e Twin Dolphin Productions Inc. e trasmessa in syndication.
Tra i registi della serie sono accreditati  Jean Yarbrough (6 episodi, 1957) e Sobey Martin (2 episodi, 1957).

## Episodi
| Stagione         | Episodi | Prima TV USA | Prima TV Italia |
| ---------------- | ------- | ------------ | --------------- |
| Prima stagione   | 39      | 1957         | inedita         |
| Seconda stagione | 39      | 1958         | inedita         |